# Économie des Îles Marshall
 (décembre 2021).
Si vous disposez d'ouvrages ou d'articles de référence ou si vous connaissez des sites web de qualité traitant du thème abordé ici, merci de compléter l'article en donnant les références utiles à sa vérifiabilité et en les liant à la section « Notes et références ».
L'économie des Îles Marshall est extrêmement dépendante des États-Unis : le PIB provient principalement des paiements effectués selon les termes du Traité de libre-association. L'aide directe des États-Unis représentait 60 % du budget de 90 millions de dollars des Îles Marshall.
L'État est le plus gros employeur, employant 30,6 % de la main-d'œuvre, en baisse de 3,4 % depuis 1988.
Un petit secteur de subsistance côtoie un secteur urbain moderne. 

## Économie de subsistance
L'économie de subsistance comprend la pêche et la culture de l'arbre à pain, de la banane, du taro et du pandanus. Sur les îles périphériques, la production de coprah et l'artisanat procurent des revenus complémentaires.
Les Îles Marshall sont membres de l'accord de Nauru concernant les ressources halieutiques.

## Économie moderne
L'économie moderne axée sur les services est essentiellement située à Majuro et à Ebeye. Elle est soutenue par les dépenses gouvernementales et l'installation de l'armée américaine sur l'atoll de Kwajalein.
L'aérodrome sert également de deuxième plaque tournante nationale pour les vols internationaux.
La création d'entreprise aux Îles Marshall est possible pour les résidents et les non-résidents, ces derniers bénéficiant d'avantages en matière de confidentialité et d'impôts locaux nuls. L'enregistrement de sociétés offshore y est donc importante. Tout comme les pavillons de complaisance.
Le tourteau et l'huile de coprah sont de loin les principales exportations du pays.
On trouve aussi du commerce de gros et de détail, la restauration, la banque et l'assurance, la construction, services professionnels et le traitement du coprah.
Une usine de transformation du thon emploie 300 travailleurs, pour la plupart des femmes, à 1,50 $ l'heure.
La production de coprah, l'activité commerciale la plus importante des 100 dernières années, dépend désormais des subventions gouvernementales qui constituent plus une politique sociale qu'une stratégie économique et contribuent à réduire la migration des atolls extérieurs vers Majuro et Ebeye, densément peuplés.
Les ressources marines, y compris la pêche, l'aquaculture, le développement du tourisme et l'agriculture, sont les principales priorités de développement du gouvernement. Les Îles Marshall vendent des droits de pêche à d'autres nations comme source de revenus.
En tant que petite nation, les îles Marshall doivent importer une grande variété de produits, notamment des denrées alimentaires, des biens de consommation, des machines et des produits pétroliers.

## Huile de noix de coco
Des entreprises privées expérimentent l'huile de noix de coco comme alternative au carburant diesel pour les véhicules, les groupes électrogènes et les navires. Les cocotiers abondent dans les îles tropicales du Pacifique et un litre d'huile peut être produit à partir du coprah de 6 à 10 noix de coco.

## Balance du commerce extérieur
Les îles ont peu de ressources naturelles et leurs importations dépassent de loin les exportations. Selon la CIA, la valeur des exportations en 2013 était d'environ 53,7 millions de dollars, tandis que les importations estimées étaient de 133,7 millions de dollars. Les produits agricoles comprennent les noix de coco, les tomates, les melons, le taro, l'arbre à pain, les fruits, les porcs et les poulets. L'industrie se compose de la production de coprah et d'articles artisanaux, de la transformation du thon et du tourisme. La CIA estime que le PIB en 2016 était estimé à 180 millions de dollars, avec un taux de croissance réel de 1,7 % alors que le PIB par habitant était de 3 300 dollars.